# Ballspielverein Borussia 09 Dortmund 1971-1972
Questa voce raccoglie le informazioni riguardanti il Ballspielverein Borussia 09 Dortmund nelle competizioni ufficiali della stagione 1971-1972.

## Stagione
Nella stagione 1971-1972 il Borussia Dortmund, allenato da Horst Witzler e Herbert Burdenski, concluse il campionato di Bundesliga al 17º posto. In Coppa di Germania il Borussia Dortmund fu eliminato al primo turno dal Kickers Offenbach.

## Rosa
| N. |                       | Ruolo | Calciatore          |
| -- | --------------------- | ----- | ------------------- |
|    | Germania (bandiera)   | P     | Horst Bertram       |
|    | Germania (bandiera)   | P     | Jürgen Rynio        |
|    | Germania (bandiera)   | D     | Hans-Joachim Andree |
|    | Germania (bandiera)   | D     | Karl-Heinz Henke    |
|    | Germania (bandiera)   | D     | Reinhold Mathes     |
|    | Germania (bandiera)   | D     | Friedel Mensink     |
|    | Germania (bandiera)   | D     | Dieter Mietz        |
|    | Germania (bandiera)   | D     | Gerd Peehs          |
|    | Montenegro (bandiera) | D     | Branko Rašović      |
|    | Germania (bandiera)   | C     | Theo Bücker         |
|    | Germania (bandiera)   | C     | Hoppy Kurrat        |

| N. |                     | Ruolo | Calciatore        |
| -- | ------------------- | ----- | ----------------- |
|    | Germania (bandiera) | C     | Werner Lorant     |
|    | Germania (bandiera) | C     | Ingo Peter        |
|    | Germania (bandiera) | C     | Wolfgang Przygoda |
|    | Germania (bandiera) | C     | Theodor Rieländer |
|    | Germania (bandiera) | A     | Walter Hohnhausen |
|    | Germania (bandiera) | A     | Siegfried Köstler |
|    | Germania (bandiera) | A     | Manfred Ritschel  |
|    | Germania (bandiera) | A     | Jürgen Schütz     |
|    | Germania (bandiera) | A     | Alfons Sikora     |
|    | Germania (bandiera) | A     | Dieter Weinkauff  |
|    | Germania (bandiera) | A     | Jürgen Wilhelm    |

## Organigramma societario
Area tecnica
- Allenatore: Herbert Burdenski
- Allenatore in seconda:
- Preparatore dei portieri:
- Preparatori atletici:

## Calciomercato

### Sessione estiva
| Acquisti | Acquisti          | Acquisti          | Acquisti |
| R.       | Nome              | da                | Modalità |
| -------- | ----------------- | ----------------- | -------- |
| P        | Horst Bertram     | Kickers Offenbach |          |
| A        | Walter Hohnhausen | Rot-Weiss Essen   |          |
| C        | Werner Lorant     | Westfalia Herne   |          |
| D        | Reinhold Mathes   | Siegen            |          |
| D        | Friedel Mensink   | Bremerhaven       |          |
| D        | Dieter Mietz      | Wattenscheid 09   |          |

| Cessioni | Cessioni           | Cessioni          | Cessioni |
| R.       | Nome               | a                 | Modalità |
| -------- | ------------------ | ----------------- | -------- |
| A        | Jürgen Boduszek    | RW Oberhausen     |          |
| A        | Reinhard Fabisch   | Hammer            |          |
| P        | Klaus Günther      | VfB Gaggenau      |          |
| D        | Ferdinand Heidkamp | Fortuna Colonia   |          |
| A        | Sigfried Held      | Kickers Offenbach |          |
| C        | Willi Neuberger    | Werder Brema      |          |
| C        | Horst Trimhold     | FSV Francoforte   |          |
| A        | Werner Weist       | Werder Brema      |          |
| A        | Reinhold Wosab     | Bochum            |          |

## Risultati

### Bundesliga

#### Girone di andata
| Arbitro: | Horstmann |

|                         |           |           |
| Kentschke 58’ Budde 86’ | Marcatori | 7’ Bücker |

| Arbitro: | Fuchs |

|            |           |           |
| Bücker 57’ | Marcatori | 2’ Seeler |

| Arbitro: | Hennig |

|                     |           |            |
| Simmet 24’ Rupp 58’ | Marcatori | 89’ Bücker |

| Arbitro: | Picker |

|                             |           |                |
| Schütz 10’ (rig.), 16’, 27’ | Marcatori | 75’ Hölzenbein |

| Arbitro: | Wohlfarth |

|                   |           |                                                            |
| Schütz 26’ (rig.) | Marcatori | 19’ Hasebrink 21’ Neuberger 74’ Weber 75’ Kamp 89’ Zembski |

| Arbitro: | Kindervater |

|                  |           |  |
| Lütkebohmert 21’ | Marcatori |  |

| Arbitro: | Niemann |

|             |           |  |
| Köstler 14’ | Marcatori |  |

| Arbitro: | Dittmer |

|               |           |            |
| Horr 52’, 87’ | Marcatori | 42’ Bücker |

| Arbitro: | Wengenmayer |

|                        |           |                      |
| Bücker 51’ Köstler 69’ | Marcatori | 53’ Bründl 72’ Erler |

| Arbitro: | Linn |

|           |           |               |
| Emans 54’ | Marcatori | 90’ Rieländer |

| Dortmund 16 ottobre 1971, ore 15:30 CET 11ª giornata | Borussia Dortmund | 0 – 0 referto | Borussia M'gladbach | Stadio Rote Erde (28 000 spett.)\| Arbitro: \| Eschweiler \| |
| Arbitro:                                             | Eschweiler        |               |                     |                                                              |

| Arbitro: | Heckeroth |

|                                                               |           |  |
| Pirrung 47’, 82’, 90’ Rademacher 50’ Vogt 70’ (rig.) Bitz 86’ | Marcatori |  |

| Arbitro: | Siepe |

|            |           |  |
| Schütz 33’ | Marcatori |  |

| Arbitro: | Bonacker |

|                                              |           |                              |
| Etterich 3’, 39’ Balte 9’ (rig.) Fechner 29’ | Marcatori | 67’ Hohnhausen 74’ Weinkauff |

| Arbitro: | Lutz |

|  |           |                                        |
|  | Marcatori | 19’, 23’ Köppel 31’ Frank 84’ Ettmayer |

| Arbitro: | Meuser |

|                                                                                                   |           |               |
| Müller 11’, 45’, 83’, 90’ Hoeneß 20’, 49’ Hoffmann 39’ Beckenbauer 54’ Breitner 59’ Roth 64’, 88’ | Marcatori | 57’ Weinkauff |

| Arbitro: | Gabor |

|               |           |             |
| Weinkauff 53’ | Marcatori | 34’ Reimann |

#### Girone di ritorno
| Arbitro: | Schulenburg |

|                           |           |                                    |
| Hohnhausen 47’ Schütz 64’ | Marcatori | 37’ Kentschke 54’ Wunder 84’ Riedl |

| Amburgo 29 gennaio 1972, ore 15:30 CET 19ª giornata | Amburgo | 0 – 0 referto | Borussia Dortmund | Volksparkstadion (7 000 spett.)\| Arbitro: \| Betz \| |
| Arbitro:                                            | Betz    |               |                   |                                                       |

| Dortmund 21 marzo 1972, ore 20:00 CET 20ª giornata | Borussia Dortmund | 0 – 0 referto | Colonia | Stadio Rote Erde (15 000 spett.)\| Arbitro: \| Hennig \| |
| Arbitro:                                           | Hennig            |               |         |                                                          |

| Arbitro: | Zuchantke |

|                                               |           |                    |
| Heese 9’ Konca 16’, 28’ Weidle 53’ Nickel 74’ | Marcatori | 68’, 76’ Rieländer |

| Arbitro: | Tschenscher |

|                              |           |            |
| Weist 29’, 69’ Hasebrink 40’ | Marcatori | 84’ Bücker |

| Arbitro: | Bonacker |

|  |           |                                   |
|  | Marcatori | 1’, 62’ (rig.) Scheer 79’ Kremers |

| Arbitro: | Berner |

|                                               |           |            |
| Geye 31’, 77’ Mietz 33’ (aut.) Biesenkamp 48’ | Marcatori | 18’ Schütz |

| Arbitro: | Ohmsen |

|               |           |                         |
| Weinkauff 26’ | Marcatori | 77’ Hermandung 87’ Beer |

| Arbitro: | Heckeroth |

|                      |           |  |
| Dudda 30’ Bründl 32’ | Marcatori |  |

| Arbitro: | Aldinger |

|                       |           |          |
| Bücker 40’ Schütz 48’ | Marcatori | 75’ Denz |

| Arbitro: | Horstmann |

|                                                                  |           |            |
| Fevre 20’, 76’ Netzer 28’ (rig.), 48’, 52’ Wimmer 55’ Danner 80’ | Marcatori | 67’ Bücker |

| Arbitro: | Betz |

|                 |           |           |
| Schütz 18’, 80’ | Marcatori | 34’ Hošić |

| Arbitro: | Weyland |

|                                            |           |             |
| Jendrossek 10’ Kasperski 36’ Stegmayer 87’ | Marcatori | 65’ Wilhelm |

| Arbitro: | Seiler |

|                  |           |           |
| Schütz 1’ (rig.) | Marcatori | 74’ Köper |

| Arbitro: | Hontheim |

|                         |           |  |
| Frank 38’ Handschuh 75’ | Marcatori |  |

| Arbitro: | Gabor |

|  |           |                |
|  | Marcatori | 4’ Krauthausen |

| Arbitro: | Pfleiderer |

|                             |           |                             |
| Siemensmeyer 23’ Weller 75’ | Marcatori | 10’ Andree 25’, 54’ Wilhelm |

### Coppa di Germania
| Arbitro: | Dittmer |

|                     |           |                  |
| Bechtold 28’ (rig.) | Marcatori | 75’ (aut.) Meyer |

| Arbitro: | Roth |

|  |           |                                          |
|  | Marcatori | 43’ Kostedde 73’ (aut.) Mathes 74’ Gecks |

## Statistiche

### Statistiche di squadra
| Competizione      | Punti | In casa | In casa | In casa | In casa | In casa | In casa | In trasferta | In trasferta | In trasferta | In trasferta | In trasferta | In trasferta | Totale | Totale | Totale | Totale | Totale | Totale | DR  |
| Competizione      | Punti | G       | V       | N       | P       | Gf      | Gs      | G            | V            | N            | P            | Gf           | Gs           | G      | V      | N      | P      | Gf     | Gs     | DR  |
| ----------------- | ----- | ------- | ------- | ------- | ------- | ------- | ------- | ------------ | ------------ | ------------ | ------------ | ------------ | ------------ | ------ | ------ | ------ | ------ | ------ | ------ | --- |
| Bundesliga        | 20    | 17      | 5       | 6       | 6       | 18      | 26      | 17           | 1            | 2            | 14           | 16           | 57           | 34     | 6      | 8      | 20     | 34     | 83     | -49 |
| Coppa di Germania | -     | 1       | 0       | 0       | 1       | 0       | 3       | 1            | 0            | 1            | 0            | 1            | 1            | 2      | 0      | 1      | 1      | 1      | 4      | -3  |
| Totale            | 20    | 18      | 5       | 6       | 7       | 18      | 29      | 18           | 1            | 3            | 14           | 17           | 58           | 36     | 6      | 9      | 21     | 35     | 87     | -52 |

### Andamento in campionato
| Giornata  | 1  | 2  | 3  | 4  | 5  | 6  | 7  | 8  | 9  | 10 | 11 | 12 | 13 | 14 | 15 | 16 | 17 | 18 | 19 | 20 | 21 | 22 | 23 | 24 | 25 | 26 | 27 | 28 | 29 | 30 | 31 | 32 | 33 | 34 |
| --------- | -- | -- | -- | -- | -- | -- | -- | -- | -- | -- | -- | -- | -- | -- | -- | -- | -- | -- | -- | -- | -- | -- | -- | -- | -- | -- | -- | -- | -- | -- | -- | -- | -- | -- |
| Luogo     | T  | C  | T  | C  | C  | T  | C  | T  | C  | T  | C  | T  | C  | T  | C  | T  | C  | C  | T  | C  | T  | T  | C  | T  | C  | T  | C  | T  | C  | T  | C  | T  | C  | T  |
| Risultato | P  | N  | P  | V  | P  | P  | V  | P  | N  | N  | N  | P  | V  | P  | P  | P  | N  | P  | N  | N  | P  | P  | P  | P  | P  | P  | V  | P  | V  | P  | N  | P  | P  | V  |
| Posizione | 11 | 13 | 15 | 13 | 16 | 16 | 15 | 15 | 14 | 15 | 13 | 15 | 14 | 14 | 15 | 15 | 15 | 16 | 15 | 15 | 15 | 16 | 17 | 17 | 17 | 17 | 17 | 17 | 17 | 17 | 17 | 17 | 17 | 17 |

Legenda:

Luogo: C = Casa; T = Trasferta. Risultato: V = Vittoria; N = Pareggio; P = Sconfitta.

### Statistiche dei giocatori
| Giocatore             | Bundesliga | Bundesliga | Bundesliga  | Bundesliga | Coppa di Germania | Coppa di Germania | Coppa di Germania | Coppa di Germania | Totale   | Totale | Totale      | Totale     |
| Giocatore             | Presenze   | Reti       | Ammonizioni | Espulsioni | Presenze          | Reti              | Ammonizioni       | Espulsioni        | Presenze | Reti   | Ammonizioni | Espulsioni |
| --------------------- | ---------- | ---------- | ----------- | ---------- | ----------------- | ----------------- | ----------------- | ----------------- | -------- | ------ | ----------- | ---------- |
| H. Andree             | 25         | 1          | 0           | 0          | 2                 | 0                 | 0                 | 0                 | 27       | 1      | 0           | 0          |
| E. Bakine             | 0          | 0          | 0           | 0          | 0                 | 0                 | 0                 | 0                 | 0        | 0      | 0           | 0          |
| W. Berg               | 0          | 0          | 0           | 0          | 0                 | 0                 | 0                 | 0                 | 0        | 0      | 0           | 0          |
| E. Berlau-Kirschstein | 0          | 0          | 0           | 0          | 0                 | 0                 | 0                 | 0                 | 0        | 0      | 0           | 0          |
| H. Bertl              | 0          | 0          | 0           | 0          | 0                 | 0                 | 0                 | 0                 | 0        | 0      | 0           | 0          |
| H. Bertram            | 7          | 0          | 0           | 0          | 0                 | 0                 | 0                 | 0                 | 7        | 0      | 0           | 0          |
| T. Bücker             | 32         | 8          | 0           | 1          | 2                 | 0                 | 0                 | 0                 | 34       | 8      | 0           | 1          |
| P. Czernotzky         | 0          | 0          | 0           | 0          | 0                 | 0                 | 0                 | 0                 | 0        | 0      | 0           | 0          |
| K. Henke              | 5          | 0          | 0           | 0          | 0                 | 0                 | 0                 | 0                 | 5        | 0      | 0           | 0          |
| W. Hohnhausen         | 22         | 2          | 0           | 0          | 2                 | 0                 | 0                 | 0                 | 24       | 2      | 0           | 0          |
| H. Kurrat             | 17         | 0          | 0           | 0          | 2                 | 0                 | 0                 | 0                 | 19       | 0      | 0           | 0          |
| S. Köstler            | 26         | 2          | 0           | 1          | 1                 | 0                 | 0                 | 0                 | 27       | 2      | 0           | 1          |
| W. Lorant             | 23         | 0          | 0           | 0          | 0                 | 0                 | 0                 | 0                 | 23       | 0      | 0           | 0          |
| G. Mach               | 0          | 0          | 0           | 0          | 0                 | 0                 | 0                 | 0                 | 0        | 0      | 0           | 0          |
| R. Mathes             | 18         | 0          | 0           | 0          | 2                 | 0                 | 0                 | 0                 | 20       | 0      | 0           | 0          |
| F. Mensink            | 12         | 0          | 0           | 0          | 0                 | 0                 | 0                 | 0                 | 12       | 0      | 0           | 0          |
| D. Mietz              | 29         | 0          | 0           | 0          | 2                 | 0                 | 0                 | 0                 | 31       | 0      | 0           | 0          |
| H. Nerlinger          | 0          | 0          | 0           | 0          | 0                 | 0                 | 0                 | 0                 | 0        | 0      | 0           | 0          |
| K. Ondera             | 0          | 0          | 0           | 0          | 0                 | 0                 | 0                 | 0                 | 0        | 0      | 0           | 0          |
| G. Pawlowski          | 0          | 0          | 0           | 0          | 0                 | 0                 | 0                 | 0                 | 0        | 0      | 0           | 0          |
| G. Peehs              | 29         | 0          | 0           | 0          | 2                 | 0                 | 0                 | 0                 | 31       | 0      | 0           | 0          |
| I. Peter              | 5          | 0          | 0           | 0          | 0                 | 0                 | 0                 | 0                 | 5        | 0      | 0           | 0          |
| W. Przygoda           | 0          | 0          | 0           | 0          | 0                 | 0                 | 0                 | 0                 | 0        | 0      | 0           | 0          |
| B. Rašović            | 33         | 0          | 0           | 0          | 0                 | 0                 | 0                 | 0                 | 33       | 0      | 0           | 0          |
| T. Rieländer          | 18         | 3          | 0           | 0          | 0                 | 0                 | 0                 | 0                 | 18       | 3      | 0           | 0          |
| M. Ritschel           | 23         | 0          | 0           | 0          | 2                 | 0                 | 0                 | 0                 | 25       | 0      | 0           | 0          |
| J. Rynio              | 28         | 0          | 0           | 0          | 2                 | 0                 | 0                 | 0                 | 30       | 0      | 0           | 0          |
| H. Schmidt            | 0          | 0          | 0           | 0          | 0                 | 0                 | 0                 | 0                 | 0        | 0      | 0           | 0          |
| F. Schwarze           | 0          | 0          | 0           | 0          | 0                 | 0                 | 0                 | 0                 | 0        | 0      | 0           | 0          |
| J. Schütz             | 29         | 11         | 0           | 0          | 2                 | 0                 | 0                 | 0                 | 31       | 11     | 0           | 0          |
| A. Sikora             | 17         | 0          | 0           | 0          | 1                 | 0                 | 0                 | 0                 | 18       | 0      | 0           | 0          |
| D. Weinkauff          | 18         | 4          | 0           | 1          | 2                 | 0                 | 0                 | 0                 | 20       | 4      | 0           | 1          |
| J. Wilhelm            | 7          | 3          | 0           | 0          | 1                 | 0                 | 0                 | 0                 | 8        | 3      | 0           | 0          |
| E. Wolf               | 0          | 0          | 0           | 0          | 0                 | 0                 | 0                 | 0                 | 0        | 0      | 0           | 0          |